# Carex thurberi
Carex thurberi är en halvgräsart som beskrevs av Chester Dewey och John Torrey. Carex thurberi ingår i släktet starrar, och familjen halvgräs. Inga underarter finns listade i Catalogue of Life.